# Nacionalni park Tadžik
Nacionalni park Tadžikistana (tadžičke: Боғи миллии Тоҷикистон, ruski: Таджикский национальный парк), ranije poznat kao Nacionalni park Pamira ili Pamirski nacionalni park (Памирского) je najveći nacionalni park središnje Azije površine od 2,6 milijuna hektara, što čini gotovo cijelo Pamirsko gorje, treći najviši ekosustav na zemlji poslije Himalaja i Karakoruma, te čak 18% Tadžikistana, od čega 60% pripada autonomnoj regiji Gorno-Badakštanu, a 40% Džirgatoljskom i Tavildaranskom distriktu Tadžikistana. 
Osnovan je 1992. godine u središtu Tadžikistanskog dijela Pamirskog gorja gdje se susreću najviši vrhovi Euroazijskog kontinenta, tzv. „Pamirski čvor”. U njegovim granicama se nalaze prirodni rezervati Sanglijarski i Muskol, dok na istoku graniči s PR Verknji Mužkul. Ovo područje ekstremnih sezonskih promjena temperatura sastoji se od visokih visoravni na istoku i visokih vrhova, od kojih su neki viši od 7.000 m, na zapadu (Ismail Somoni, bivši vrh Komunizam, visok 7.495 m; Lenjinov vrh (Vrh Abu Ali Ibn Sina) visine 7.134 m; Korženevskaja 7.105 m; i dr.). Najdulji ledenjak izvan polarnog kruga, 77 km dug i 700 km² velik ledenjak Fedčenko, je samo jedan od njegovih 1.085 ledenjaka, a u parku se nalazi i više od 400 ledenjačkih jezera poput dubokog jezera Sarez (koje je nastalo prije samo 100 godina velikim potresom koji je pokrenuo veliko klizište kojim je nastala Uzoi brana, najviša prirodna brana na svijetu) i jezera Karakul (najviše jezero koje je nastalo padom meteora).
U parku raste bogata flora jugozapadnih i srednjoazijskih vrsta, te u njemu obitavaju mnoge rijetke i ugrožene vrste ptica i sisavaca kao što su snježni leopard, sibirski ris, Marko Polo ovca (Ovis ammon polii), vitoroga koza (Capra falconeri), smeđoglavi galeb (Chroicocephalus brunnicephalus) i dr.
Kako je park podložan čestim snažnim potresima, slabo je naseljen i gotovo nedirnut utjecajima poljoprivrede i ljudskih naselja. Zbog toga pruža jedinstvenu priliku za proučavanje tektonskih ploča i fenomena podvlačenja, zbog čega je upisan na UNESCO-ov popis mjesta svjetske baštine u Aziji i Oceaniji 2013. godine kao prvo prirodno dobro svjetske baštine u Tadžikistanu. Naime, ogromne geotektonske sile koje proizlaze iz sudara Indo-australske ploče s euroazijskom pločom progresivno uzdižu Himalaje, Karakorum, Hindukuš, Kunlun i Tian Shan, radijalno od Pamira. Uz gorje Karakorum, Pamirska regija je jedno od najvažnijih tektonski aktivnih mjesta na svijetu.
- Ledenjak Fedčenko
- Usojska brana dijeli jezera Sarez (desno) i Šadau (lijevo)
- Jezero Karakul
- 7105 m visok vrh Korženevskaja

## Vanjske poveznice
- Tajikistan State of the Environment Report - 2000  Arhivirana inačica izvorne stranice od 4. ožujka 2016. (Wayback Machine) (engl.) Preuzeto 16. rujna 2013.
- TAJIK NATIONAL PARK (engl.) Preuzeto 16. rujna 2013.